# آیریس ۲: نسل جدید
آیریس ۲: نسل جدید (به کره‌ای: 아이리스2) یک مجموعهٔ تلویزیونی کره جنوبی سال ۲۰۱۳ با بازی جانگ هیوک، لی دا هه، لی بوم-سو، اوه یون سو، یون دو جون، ایم سو-هیانگ، لی جون و کیم یونگ-چول است. این مجموعه دنبالهٔ مجموعهٔ تلویزیونی آیریس (۲۰۰۹) است و داستان مأموران سرویس امنیت ملی را روایت می‌کند. این مجموعه از ۱۳ فوریه تا ۱۸ آوریل ۲۰۱۳، روزهای چهارشنبه و پنجشنبه ساعت ۲۱:۵۵ (کی‌اس‌تی) از کی‌بی‌اس۲ پخش شد.

## بازیگران

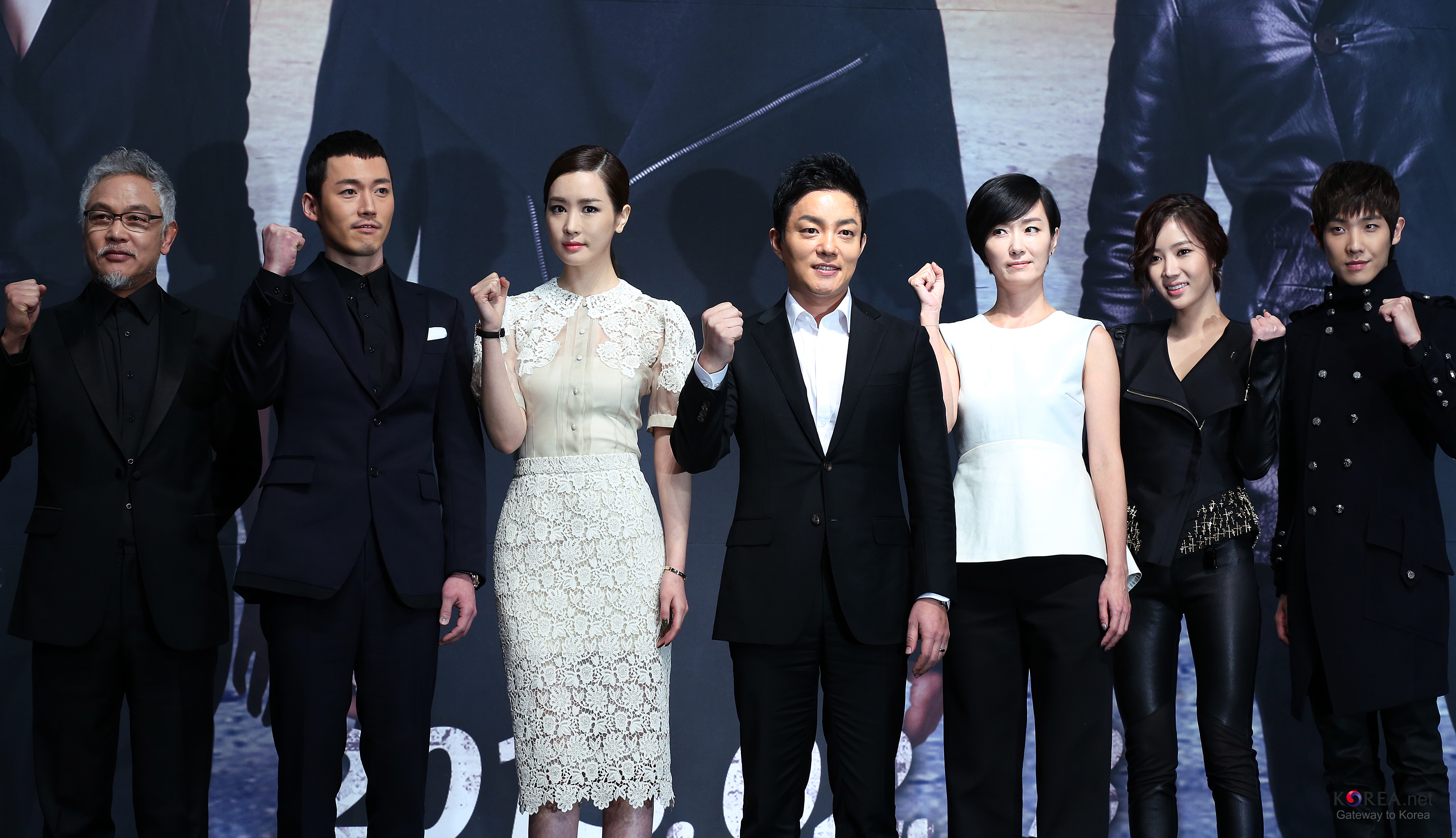
گروه بازیگران اصلی در کنفرانس مطبوعاتی

- جانگ هیوک در نقش جونگ یو گون [۷][۸][۹][۱۰][۱۱]
- لی دا هه در نقش جی سو یون [۷][۸][۱۲][۱۳]
- لی بوم-سو در نقش یو جونگ وون [۱۴][۱۵]
- اوه یون سو در نقش چوی مین
- کیم یونگ-چول در نقش بک سان [۱۶]
- یون دو جون در نقش سو هیون وو [۱۷][۱۸]
- ایم سو-هیانگ در نقش کیم یون هوا
- لی جون در نقش یون شی هیوک [۱۹][۲۰]